# Christian AC
Christian Adult Contemporary (también conocido como Christian AC ) es un formato de radio. En los Estados Unidos, las estaciones de radio cristianas contemporáneas para adultos atienden a una audiencia mayoritariamente adulta y son similares a las principales estaciones contemporáneas para adultos en el sentido de que reproducen éxitos con frecuencia y durante largos períodos de tiempo.

## Demografía
La audiencia objetivo de la radio contemporánea cristiana para adultos, generalmente mujeres de treinta o cuarenta años, ha sido apodada "Becky" por la industria de la música cristiana. Sin embargo, los artistas que se reproducen en la radio cristiana contemporánea para adultos son predominantemente hombres. Los artistas cristianos masculinos superan en número a las artistas cristianas femeninas en una proporción de al menos 2:1 y, según Billboard, 43 de las 50 mejores canciones cristianas de la década de 2000 fueron interpretadas por hombres. Las mujeres ocuparon el primer lugar en la lista de canciones cristianas durante solo 11 semanas de las 337 semanas de actividad de la lista durante la década de 2000. Las pruebas de audiencia han revelado que los hombres obtienen buenos resultados ante el público, mientras que las mujeres obtienen malos resultados ante el público. Esta discrepancia se ha asociado con un cambio general en 2003 de un sonido principalmente pop a un sonido más orientado al rock. A medida que el género cambió hacia canciones más rockeras, las voces masculinas más profundas de artistas como Third Day, Jeremy Camp y Todd Agnew se hicieron populares, y artistas femeninas establecidas como Amy Grant o bandas con mujeres como Point of Grace y Avalon, que probaron extremadamente bien entre el público, pasó de moda, junto con su sonido orientado al pop. Otra razón de esta discrepancia es la preocupación de la audiencia por la sexualidad entre las artistas femeninas, especialmente las líderes de adoración, y los posibles celos hacia las artistas femeninas entre la base de oyentes generalmente femenina del formato. Las opiniones están divididas sobre si esto representa o no un cambio permanente o solo una tendencia temporal.